# Negasilus gramalis
Negasilus gramalis là một loài ruồi trong họ Asilidae. Negasilus gramalis được Adisoemarto miêu tả năm 1967. Loài này phân bố ở vùng Tân Bắc giới.